# Pseudoxandra atrata
Pseudoxandra atrata är en kirimojaväxtart som beskrevs av Paulus Johannes Maria Maas. Pseudoxandra atrata ingår i släktet Pseudoxandra och familjen kirimojaväxter. Inga underarter finns listade i Catalogue of Life.